# Charles-Théodore Bichet
Pour les articles homonymes, voir Bichet.
Charles Théodore Antoine Bichet né le 15 décembre 1863 à Paris et mort le 28 mars 1929 à Limoges est un peintre français.

## Biographie
Charles Théodore Antoine Bichet naît le 15 décembre 1863 dans le 11e arrondissement de Paris.

### Etudiant puis professeur
Il est un élève d'Edmond Lechevallier-Chevignard à l'École des arts décoratifs de Paris. Il expose au Salon des artistes français notamment en 1903, 1904 et 1905. En 1884, il commence à enseigner le dessin dans les écoles de la Ville de Paris. Peintre et aquarelliste d'abord classique, il se tourne ensuite vers le post-impressionnisme.
Auguste Louvrier de Lajolais, directeur à l'Ecole nationale des arts décoratifs de Paris, ainsi que, à partir de 1881, aux écoles de Limoges et d'Aubusson, propose, en 1890, à Charles Bichet, d'enseigner à Limoges ; de 1893 à 1924, Bichet occupe, à Limoges une place très importante au sein de cette école ; il y est responsable des cours de dessin, de peinture, de gravure.
Charles-Théodore Bichet meurt le 28 mars 1929 à Limoges,.

### Enseignement et influence
A travers ses leçons de dessin, de peinture, de gravure, à l’école nationale des arts décoratifs de Limoges, où il enseigne jusqu’en 1924, et à travers ses œuvres d’artiste peintre, Charles Bichet a joué, en Haute-Vienne, et en Haute-Corrèze, un rôle significatif dans la diffusion des idées du courant postimpressionniste, auprès de nombre d’artistes limousins, comme Léonard Borzeix, Jeanne Klein, Marcel Merguiller, Pierre Parot, Paul Thomas.
Bichet, dans une première période de sa carrière de peintre, compose des toiles et des aquarelles de facture classique ; en 1903, il abandonne cette manière et les tonalités sombres de l’académisme, et il adopte les vibrations de lumière de l’impressionnisme. Cette orientation nouvelle se situe, pour Bichet, qui est né en 1863, dans une période qui, à partir de 1850, a vu naître des artistes qui vont œuvrer dans les courants de l’impressionnisme et du post-impressionnisme, comme Van Gogh, né en 1853, Seurat, né en 1859, Signac, né en 1863, Toulouse-Lautrec, né en 1864, Matisse, né en 1869.
On retrouve, dans des musées, dans des galeries d’art, dans des collections privées, des travaux marqués par l’enseignement ou par l’influence de Charles Bichet ; ces œuvres sont des portraits, des natures mortes, des paysages, peints dans la région de Limoges, ou en Haute-Corrèze (à Bugeat, par exemple), par des artistes, disciples ou amis de Bichet, comme L. Borzeix, J. Klein, M. Merguiller, P. Parot, P. Thomas.

### Odonymes
- Une voie porte son nom à Limoges : Impasse Charles Bichet, une voie qui est située sur la rive gauche de la Vienne, entre la rivière et la rue de Nexon[9].

## Galerie

Œuvres de Charles Bichet
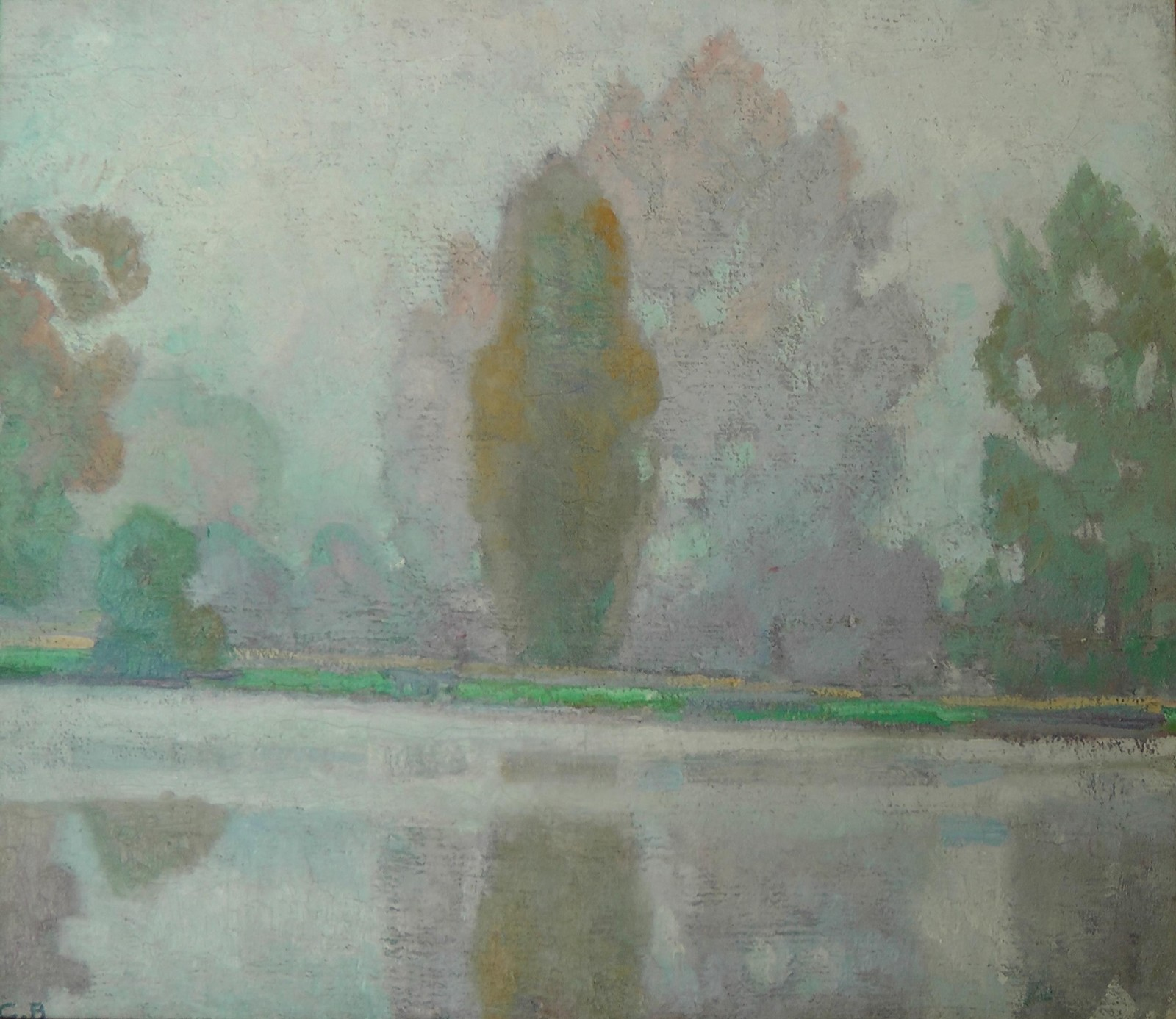
« Thouron n°276 », 1922, huile sur toile, 47x52 cm. Collection privée.
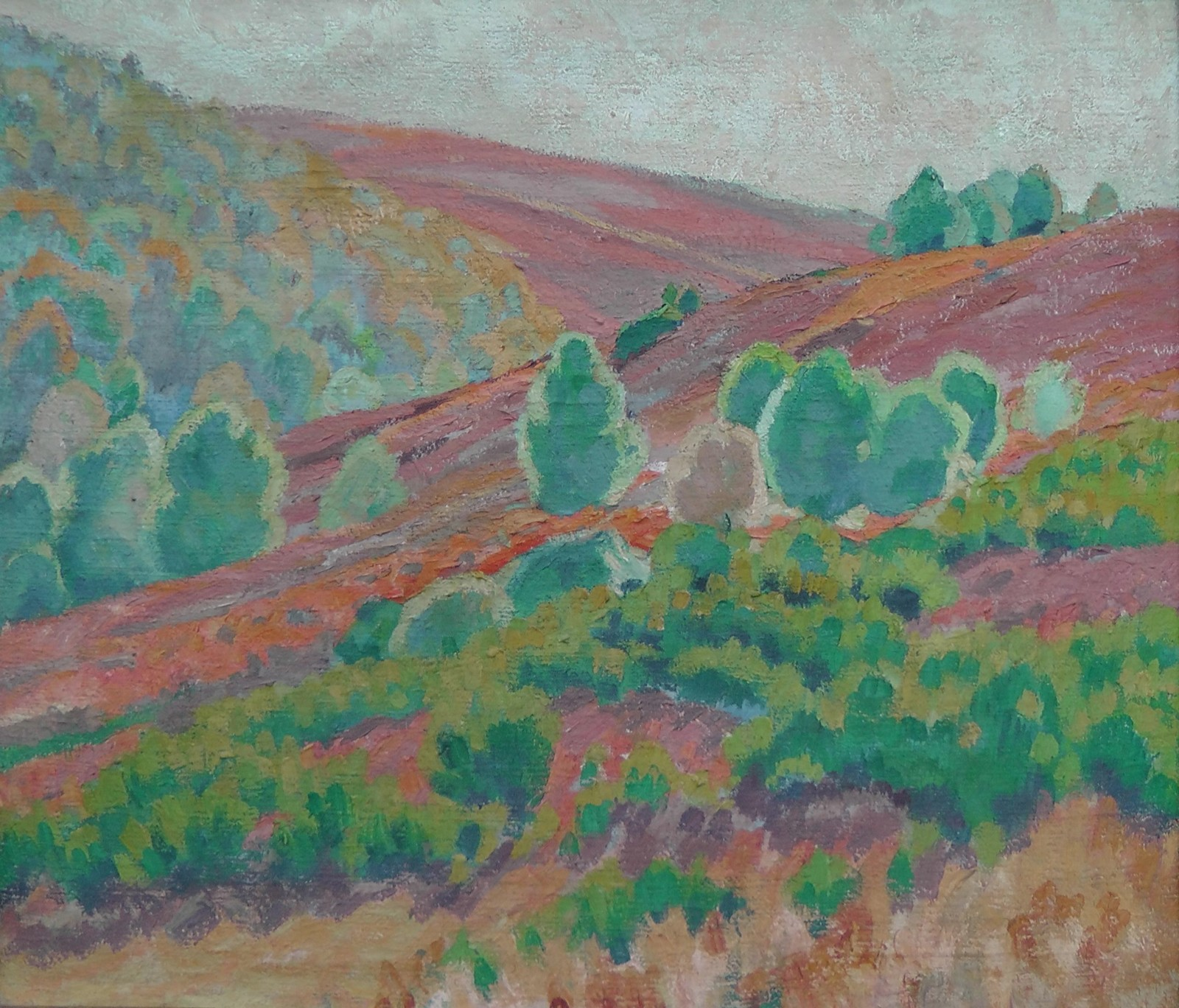
« Bugeat n°311 », 1923, huile sur toile, 54x63 cm. Collection privée.
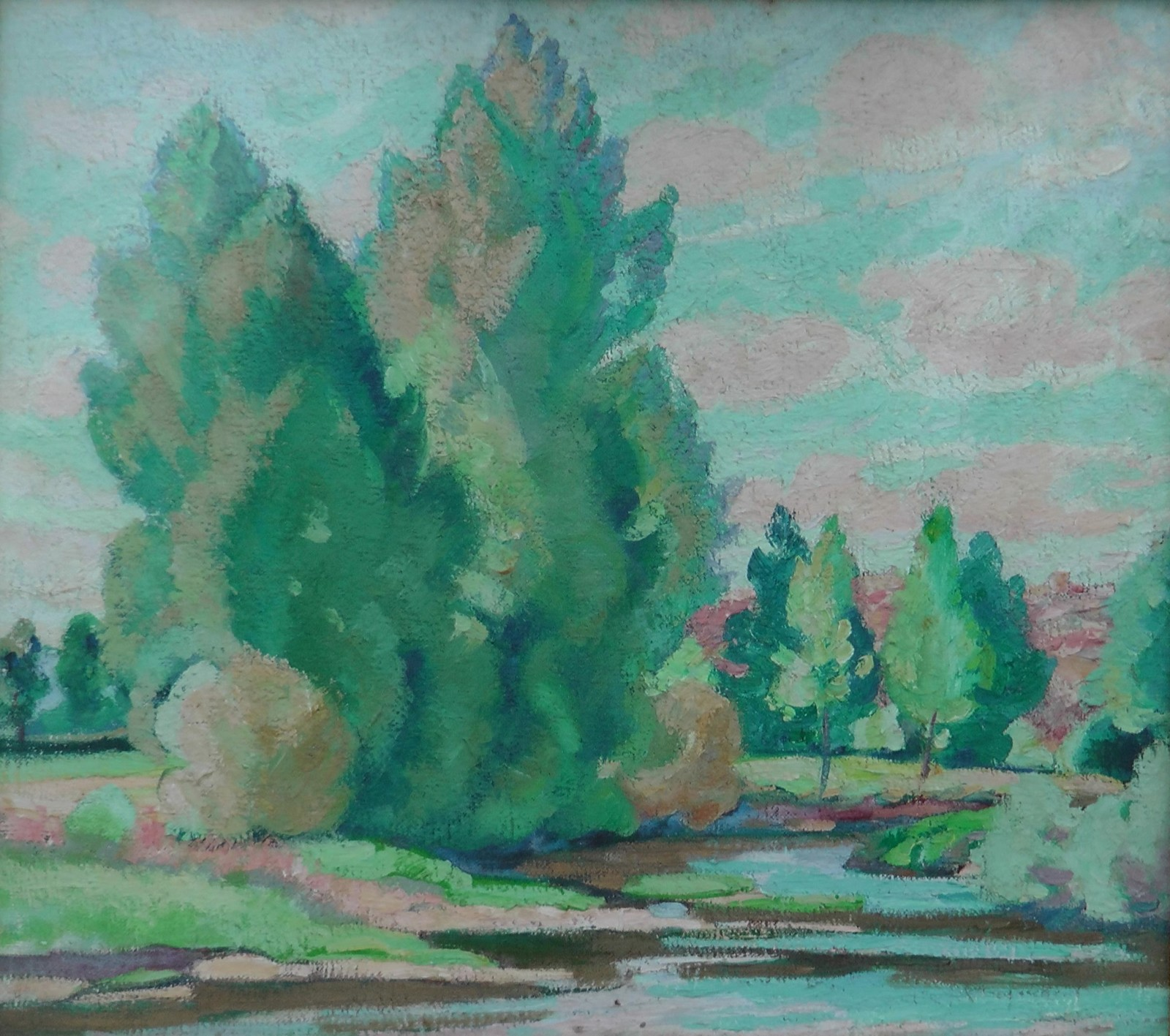
« Bugeat n°318 », 1923, huile sur toile, 38x43 cm. Collection privée.
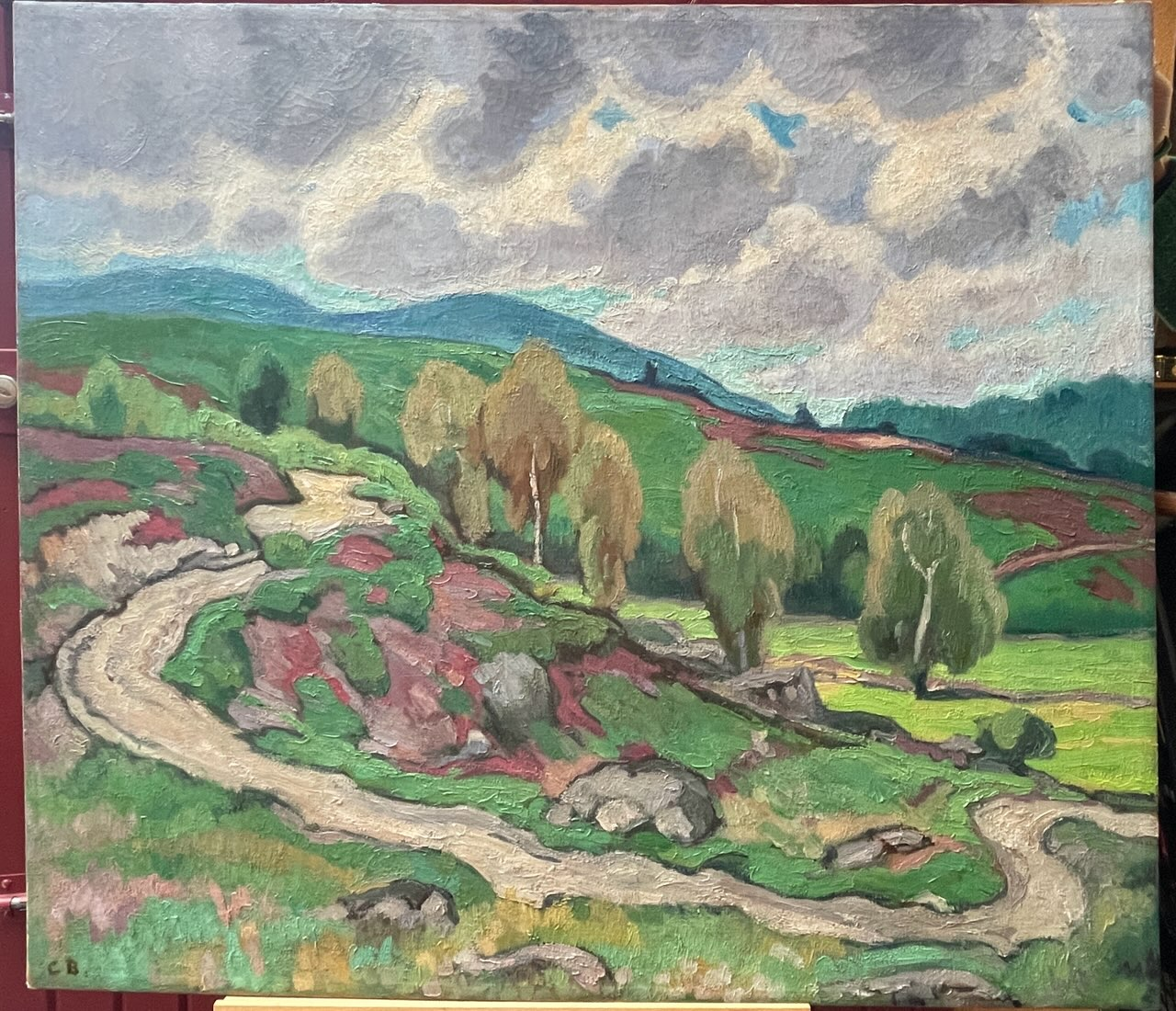
« Bugeat », 1927, huile sur toile, 83x96 cm. Collection privée.
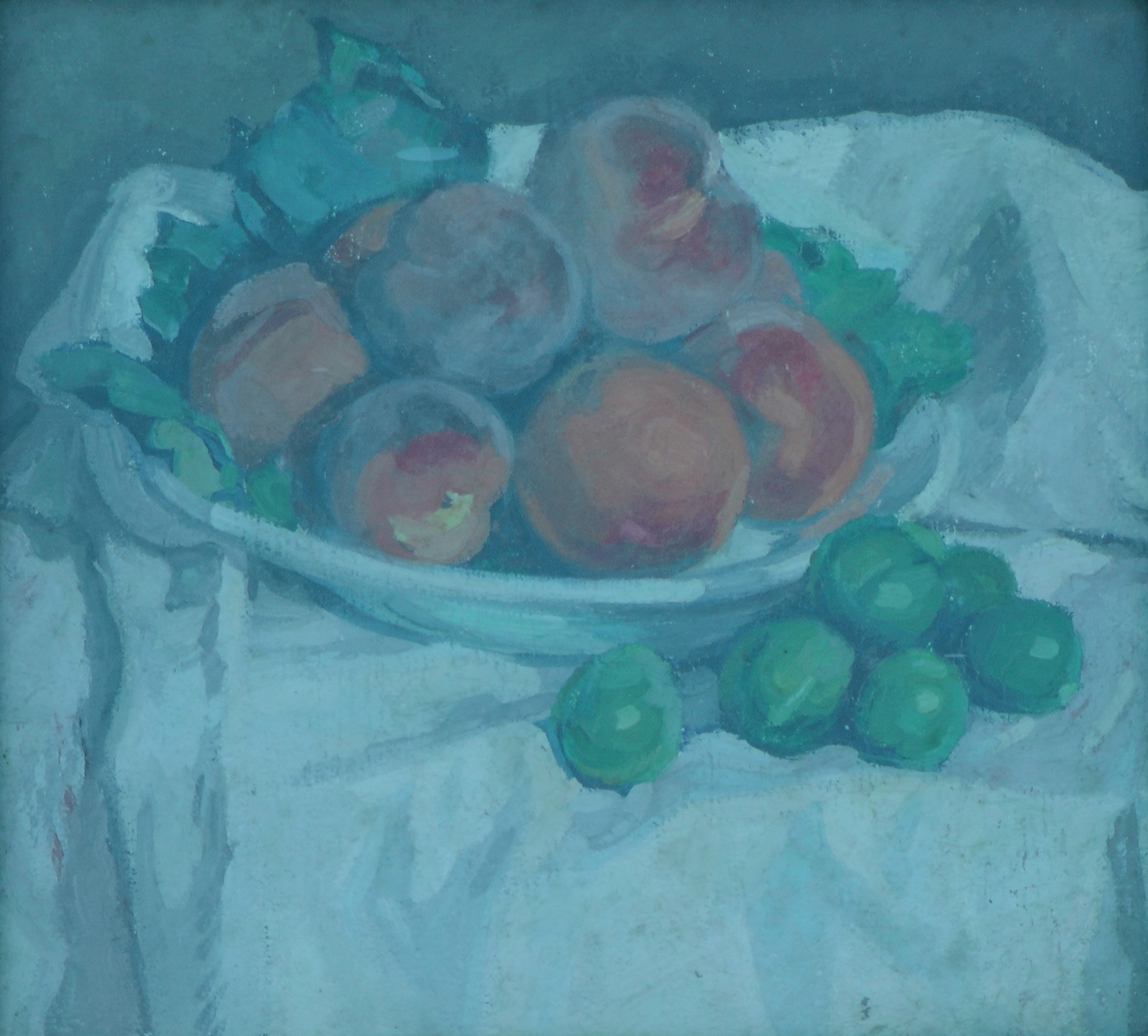
Charles Bichet (attribué à), « Compotier aux pêches », sans date, huile sur toile, 31,5x34 cm. Collection privée.
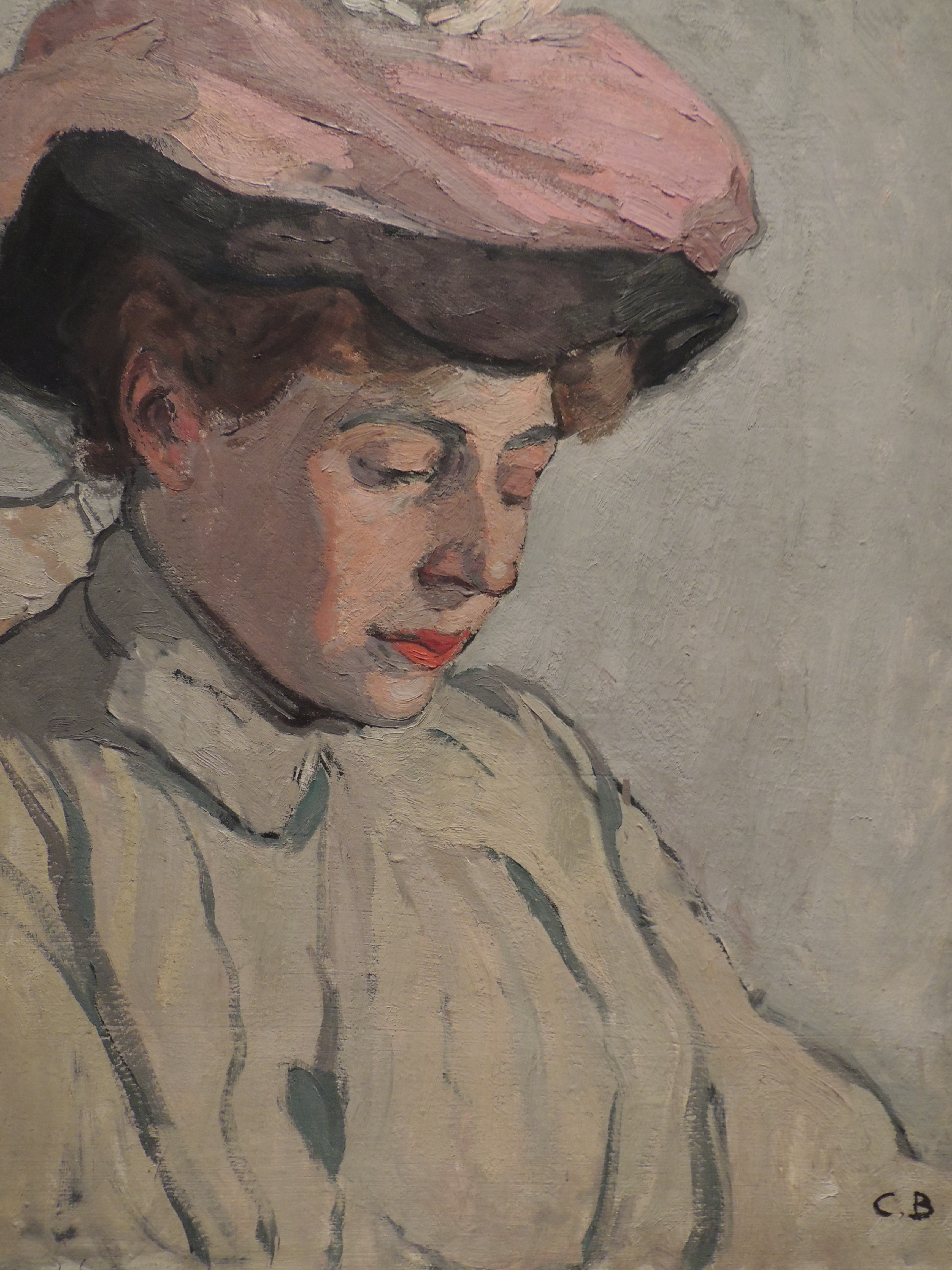
Portrait de Madeleine Klein, sœur de Jeanne Klein, sans date, huile sur carton, Musée des Beaux-Arts de Limoges.